# 海德帕克鎮區 (明尼蘇達州瓦巴沙縣)
海德帕克鎮區（英語：Hyde Park Township）是位於美國明尼蘇達州瓦巴沙縣的一個行政鎮區。

## 歷史
海德帕克鎮區於1858年成立，得名自英國倫敦皇家庭園海德公园。

## 地方資料
海德帕克鎮區的面積為41.55平方千米，當中陸地面積為41.01平方千米，而水域面積為0.54平方千米。根據2020年美國人口普查的數據，當地共有人口259人，而人口密度為每平方千米6.23人。